# Charles Parain
Pour les articles homonymes, voir Parain.
Charles Parain, né le  19 juin 1893 
à Dammartin-en-Goële et mort le 25 octobre 1984 à La Verrière est un archéologue français.

## Biographie
Ancien élève de l'École normale supérieure (promotion 1913), agrégé de grammaire en 1921, il pratiqua des fouilles en Égypte, contribua à la demande de Marc Bloch à The Cambridge economic history of Europe pour ce qui est des techniques agricoles.
Il participa aussi aux recherches du Musée national des arts et traditions populaires et se voulut ethnohistorien.
Il fut également administrateur du Mois d’ethnographie française avec André Leroi-Gourhan, et mena de grandes enquêtes pluridisciplinaires comme celle de l’Aubrac à partir de 1964, où il joua un rôle très important.
Proche du Parti communiste français, le marxisme marque l'œuvre de ce ruraliste dans laquelle il aborde également l'histoire sociale de l'Antiquité gréco-romaine.

## Publications
- La vie de Ramsès II, Gallimard, 1930.
- La Méditerranée : les hommes et leurs travaux, Gallimard, 1936
- Marc Aurèle, Club français du livre, 1957
- Jules César, Club français du livre, 1959
- Ethnologie et histoire: forces productives et problèmes de transition: hommage à Charles Parain, Éditions sociales, 1975, dir. Maurice Agulhon, Giulio Angioni, et al.
- Outils, ethnies et développement historique, 1979